# 湖北两极虫
湖北两极虫（学名：Myxidium hupehensis）为两极虫科两极虫属的动物。在中国，分布于湖北、武陵山地区等，营寄生生活，寄生在鲫的胆囊和肾以及泉水鱼、银色颌须鮈的胆囊。
其种加词“hupehensis”意为“湖北的”。